# Impact factor
Impact factor (IF) hay Journal impact factor (JIF) của một tạp chí khoa học là một số đo phản ánh số lượng trích dẫn trung bình theo năm của các bài báo khoa học. IF thường được dùng với tư cách là proxy đại diện cho độ quan trọng tương đối của một journal so với các journal khác trong cùng lĩnh vực nghiên cứu chuyên ngành; các journal có IF cao thường được coi là quan trọng hơn các journal có IF thấp. IF do Eugene Garfield, nhà sáng lập Viện Thông tin Khoa học (Institute for Scientific Information), nghĩ ra. Bắt đầu từ năm 1975, các journal nằm trong danh sách Journal Citation Reports (Báo cáo Trích dẫn Journal) đều được tính IF theo từng năm.

## Cách tính
Impact factor của một journal vào một năm bất kì là số lượng trích dẫn mà các bài báo được xuất bản trong vòng hai năm trước đó ở trên tạp chí đó nhận được, chia cho tổng số bài báo được xuất bản trong hai năm trước đó ở trên tạp chí đó:
{\displaystyle {\text{IF}}_{y}={{\text{Số trích dẫn}}_{y-1}+{\text{Số trích dẫn}}_{y-2} \over {\text{Số bài xuất bản}}_{y-1}+{\text{Số bài xuất bản}}_{y-2}}}
Ví dụ, journal Nature có điểm số tác động là 41.456 trong năm 2014:
{\displaystyle {\text{IF}}_{2014}={{\text{Số trích dẫn}}_{2013}+{\text{Số trích dẫn}}_{2012} \over {\text{Số bài xuất bản}}_{2013}+{\text{Số bài xuất bản}}_{2012}}={29753+41924 \over 860+869}=41.456}
Điều này có nghĩa là, trung bình mỗi bài báo xuất bản vào năm 2012 và 2013 tính tới năm 2014 đã nhận được 41 trích dẫn. Chú ý, IF cho năm 2014 thực ra được xuất bản vào năm 2015; IF không được tính cho tới khi tất cả các bài báo xuất bản năm 2014 được xử lý bởi cơ quan lập danh mục (indexing agency).
Các journal mới, nếu đã được liệt kê vào danh mục ngay từ số xuất bản đầu tiên, sẽ nhận được IF sau hai năm ở trong danh mục. Trong trường hợp này, số trích dẫn và số bài báo xuất bản của năm trước Volume 1 sẽ bằng 0. Các journal được liệt vào danh mục không phải từ số đầu tiên sẽ không nhận được IF cho đến khi chúng nằm trong danh mục trong ba năm. Đôi khi Journal Citation Reports gán một impact factor cho các journal mới có ít hơn hai năm được liệt vào danh mục dựa trên dữ liệu trích dẫn một phần (partial citation data). Việc tính toán luôn luôn sử dụng số liệu đếm được trong hai năm trọn vẹn đã biết, nhưng đối với các tiêu đề journal mới thì một trong các số liệu sẽ là 0. Các ấn bản thường niên hoặc bất thường thỉnh thoảng không xuất bản bất cứ ấn phẩm nào vào một năm đặc biệt nào đó, điều này ảnh hưởng đến số liệu đếm. IF có liên hệ với một khoảng thời gian cụ thể. IF có thể được tính cho một khoảng thời gian bất kì. Journal Citation Reports (JCR) cũng công bố chỉ số IF 5 năm. JCR xếp hạng các journal theo IF theo từng chuyên ngành, ví dụ như chuyên ngành hóa hữu cơ hay psychiatry.

## Ứng dụng
IF được dùng để so sánh các journal khác nhau trong cùng một lĩnh vực nào đó. Web of Science liệt kê hơn 11,000 journal khoa học.
Việc khảo sát IF của các journal mà một người nào đó từng đăng các bài báo khoa học của họ trên đó là việc khả thi. Việc này rất phổ biến, nhưng cũng gây nhiều tranh cãi. Garfield đã cảnh báo về "sự lạm dụng khi đánh giá cá nhân" bởi vì "có sự biến đổi lớn từ bài báo này đến bài báo khác trong cùng một journal". IF có ảnh hưởng lớn, và gây tranh cãi, đến cách thức một nghiên cứu khoa học được tiếp nhận và được đánh giá.
Một số công ty đang tạo ra các IF giả mạo.

## Chỉ trích
Đã có nhiều chỉ trích đối với việc sử dụng chỉ số IF. Ví dụ như, người ta có thể không tái tạo lại được IF một cách nhất quán khi kiểm nghiệm độc lập. Ngoài ra người ta còn tranh luận về sự hợp lệ của IF với tư cách là thước đo độ quan trọng của một journal và về việc ban biên tập có thể áp dụng nhiều chính sách để tăng mạnh chỉ số IF cho journal của họ (điều này có thể gây hại cho độc giả và tác giả journal đó). Một chỉ trích khác tập trung vào ảnh hưởng của IF lên hành vi của các học giả, biên tập viên, và những người khác có liên quan. Nhiều người chỉ trích về nền tảng thể chế (institutional background) của học viện tân tự do (neoliberal academia). Họ cho rằng phải thay thế chỉ số IF bằng một chỉ số khác phức tạp hơn và tranh luận một cách dân chủ về giá trị xã hội của việc đánh giá khả năng và chất lượng nghiên cứu cũng như sự phát triển bấp bênh của nghề nghiên cứu khoa học.

### Tính hợp lệ của thước đo độ quan trọng
Có ý kiến cho rằng IF và phân tích trích dẫn nói chung bị tác động bởi các nhân tố phụ thuộc vào từng chuyên ngành, điều này khiến việc so sánh giữa các chuyên ngành khác nhau hoặc thậm chí giữa các ngành con của cùng một chuyên ngành là không hợp lệ. Phần trăm số trích dẫn xuất hiện trong hai năm đầu tiên kể từ ngày bài báo được xuất bản cũng có sự biến đổi lớn giữa các chuyên ngành, ví dụ từ 1–3% trong toán học và vật lý học đến 5–8% trong các ngành khoa học liên quan đến sinh học. Vì thế, không thể dùng IF để so sánh các journal thuộc các chuyên ngành khác nhau.
Vì số lượng trích dẫn phân bố lệch, nên số lượng trích dẫn trung bình có thể gây hiểu lầm nếu như dùng nó để đo tác động điển hình của một bài báo riêng lẻ trong một journal thay vì để đo tác động tổng hợp của chính journal đó. Ví dụ, khoảng 90% IF năm 2004 của journal Nature chỉ dựa trên 1/4 số bài báo được xuất bản, vì vậy số lượng trích dẫn thực sự cho một bài báo riêng lẻ trong journal này trong đa số trường hợp sẽ nhỏ hơn số trích dẫn trung bình của toàn bộ các bài báo. Hơn nữa, sự liên hệ giữa IF của journal và tỉ lệ trích dẫn của các bài báo bên trong journal đó yếu dần đều kể từ khi các bài báo được số hóa.
Quả thật, đôi khi người ta dùng IF để đánh giá không chỉ các journal mà còn các bài báo trong đó, vì thế làm giảm giá trị của các bài báo về một chủ đề nào đó. House of Commons Science and Technology Select Committee đã kêu gọi Higher Education Funding Council for England nhắc nhở các vị trong Research Assessment Exercise panels rằng họ buộc phải đánh giá chất lượng nội dung của các bài báo riêng biệt chứ không phải danh tiếng của journal nơi mà các bài báo đó được đăng. Hiệu ứng ngoại biên có thể thấy với trường hợp bài báo "A short history of SHELX". Bài báo này có câu: "This paper could serve as a general literature citation when one or more of the open-source SHELX programs (and the Bruker AXS version SHELXTL) are employed in the course of a crystal-structure determination". Bài báo này nhận được hơn 6000 trích dẫn. Dẫn đến IF của journal Acta Crystallographica Section A tăng từ 2.051 năm 2008 lên 49.926 năm 2009, hơn cả journal nổi tiếng Nature (IF = 31.434) và Science (IF = 28.103). Bài báo được trích dẫn nhiều thứ nhì trong journal Acta Crystallographica Section A vào năm 2008 chỉ có 28 trích dẫn. Nhất thiết phải lưu ý rằng IF là một thước đo cho journal chứ không nên được dùng để đánh giá từng nhà nghiên cứu hay từng viện nghiên cứu.
Các bảng xếp hạng journal dựa trên chỉ một mình IF có mối liên hệ tương đối với các bảng xếp hạng được soạn ra từ các kết quả điều tra survey của các chuyên gia. 

A.E. Cawkell, từng là giám đốc nghiên cứu tại Viện Thông tin Khoa học (Institute for Scientific Information) lưu ý rằng Science Citation Index (SCI) (IF dựa trên SCI), ″sẽ hoạt động có hiệu quả nếu mọi tác giả đều trích dẫn các công trình cũ liên quan đến chủ đề của tác giả đó nghiên cứu một cách tỉ mỉ; nếu SCI bao phủ toàn bộ các journal khoa học được xuất bản ở mọi nơi trên toàn thế giới; và nếu SCI không chịu ràng buộc về kinh tế.″

### Ảnh hưởng của chính sách biên tập lên IF
Các chính sách biên tập có thể làm tăng IF của một journal. Ví dụ, các journal có thể đăng nhiều bài báo tổng quan (review article). Các bài báo dạng này thường được trích dẫn nhiều hơn các báo cáo nghiên cứu. Vì thế các bài bảo tổng quan có thể tăng IF của journal và do đó journal tổng quan thường có IF cao nhất trong chuyên ngành của nó. Ban biên tập một số journal đề ra chính sách chỉ nhận bài "được mời" để mời các nhà khoa học lâu năm và có tiếng tăm đăng các bài báo có thể có được nhiều trích dẫn để tăng IF journal của họ.
Các journal còn tìm cách giới hạn số lượng "bài viết có thể trích dẫn được", tức là, mẫu số trong biểu thức tính IF, bằng cách giảm đăng các bài báo ít có khả năng được trích dẫn (như các báo cáo về các trường hợp cụ thể (case) trong các journal y khoa) hoặc bằng cách thay thế các bài báo (ví dụ, bằng cách không cho đăng các bài tóm tắt (abstract) hoặc danh mục tham khảo (bibliography) với hi vọng rằng Journal Citation Reports sẽ không coi chúng là "các bài viết có thể trích dẫn được"). Và người ta quan sát thấy IF đã thay đổi hơn 300% nhờ áp dụng phương pháp này. Các bài viết được coi là không thể trích dẫn được — và do đó không được gộp vào khi tính IF, cũng có thể, nếu như được trích dẫn, vẫn được gộp vào tử số của biểu thức tính IF mặc dù số trích dẫn đó có thể bị loại trừ một cách dễ dàng. Rất khó đánh giá hiệu ứng này vì sự khác biệt giữa bình luận của ban biên tập (editorial comment) và bài báo gốc ngắn (short original article) là không rõ ràng. Ví dụ, thư gửi ban biên tập có thể chỉ một trong hai loại.
Một số journal dùng chiến thuật ít xảo quyệt hơn đó là đăng phần lớn bài báo hoặc ít nhất là các bài có hi vọng được trích dẫn nhiều sớm hơn so với lịch trình sẽ đăng trong năm (đăng sớm). Biện pháp này sẽ giúp tăng thêm thời gian để các bài báo có thể gom thêm trích dẫn. Nhiều biện pháp khác, không cần thiết với ý đồ xấu, đó là trích dẫn các bài báo đã đăng trong chính journal đó để tăng IF cho journal.
Ngoài các chính sách biên tập nhằm tăng đột biến IF, các journal có thể công khai đối phó với hệ thống. Ví dụ, vào năm 2007, tạp chí chuyên ngành Folia Phoniatrica et Logopaedica, có IF bằng 0.66, đã đăng một bài báo của ban biên tập trong đó trích dẫn toàn bộ bài báo của tạp chí này từ năm 2005 và năm 2006 để phản đối "tình trạng vô lý của khoa học một số nước" có liên quan đến việc sử dụng chỉ số IF. Lượng trích dẫn lớn đồng nghĩa với IF tạp chí này tăng lên 1.44. Vì việc tăng đột biến này nên tạp chí này đã bị loại ra khỏi Journal Citation Reports vào năm 2008 và năm 2009.
Trích dẫn cưỡng ép (coercive citation) là biện pháp mà ban biên tập bắt buộc tác giả phải thêm trích dẫn phụ vào một bài báo trước khi journal đồng ý đăng nó, mục đích là tăng lạm phát IF của journal. Một điều tra (survey) đăng vào năm 2012 nói rằng trích dẫn cưỡng ép đã được chứng nghiệm bởi một phần năm số nhà nghiên cứu làm trong các lĩnh vực  kinh tế, xã hội học, tâm lý học, và nhiều chuyên ngành kinh doanh, đặc biệt phổ biến với ngành kinh doanh và các journal có IF thấp. Tuy nhiên, các trường hợp trích dẫn cưỡng chế ở các chuyên ngành khoa học khác đôi khi cũng được báo cáo.

### Phản hồi
Vì "IF không phải luôn luôn là công cụ đáng tin cậy", vào tháng 11 năm 2007 European Association of Science Editors (EASE) đã chính thức tuyên bộ khuyến nghị "IF của journal chỉ được dùng thận trọng để đo và so sánh sự ảnh hưởng của tổng thể journal, chứ không dùng để đánh giá từng bài báo riêng lẻ, và chắc chắn không dùng để đánh giá các nhà nghiên cứu hay chương trình nghiên cứu".
Vào tháng 7 năm 2008, International Council for Science (ICSU) Committee on Freedom and Responsibility in the Conduct of Science (CFRS) đã ban hành tuyên bố về "hoạt động xuất bản, các chỉ số và vai trò của bình duyệt trong đánh giá nghiên cứu", khuyến nghị nhiều giải pháp khả thi, như xem xét một số lượng hạn chế các bài báo xuất bản trong một năm khi đánh giá một nhà khoa học, thậm chí còn phạt nhà khoa học xuất bản quá nhiều trong năm, ví dụ hơn 20 bài báo.
Tháng 2 năm 2010, Deutsche Forschungsgemeinschaft (German Research Foundation, Quỹ nghiên cứu Đức) công bố hướng dẫn mới nhằm chỉ đánh giá bài báo chứ không đánh giá thông tin bibliometric (thư viện) ở các ứng viên được đánh giá trong mọi quyết định liên quan "cấp phát kinh phí dựa trên thành tích nghiên cứu, đánh giá trình độ tiêu chuẩn sau tiến sĩ, đề bạt, hoặc xem xét các đề cương nghiên cứu, trong đó độ quan trọng gia tăng được gắn với các chỉ số định lượng như chỉ số H (h-index) và IF". Quyết định này tương tự với National Science Foundation (US) và Research Assessment Exercise (UK).
Để ứng phó với sự quan tâm ngày càng tăng trong việc sử dụng không thích hợp chỉ số IF của journal trong việc đánh giá đầu ra khoa học và chính các nhà khoa học, American Society for Cell Biology cùng với một nhóm biên tập viên và nhà xuất bản các journal học thuật đã thành lập San Francisco Declaration on Research Assessment (DORA). Từ khi ra mắt vào tháng 5 năm 2013, DORA đã thu hút được sự ủng hộ của hàng ngàn cá nhân và hàng trăm viện nghiên cứu, tính cả League of European Research Universities (một consortium gồm 21 đại học nghiên cứu nổi tiếng nhất ở châu Âu) vào tháng 3 năm 2015, consortium này đã tán thành các tài liệu trên website DORA.
Université de Montréal, Imperial College London, PLOS, eLife, EMBO Journal, The Royal Society, Nature (journal) và Science (journal) đã đề xuất các chỉ số phân bố trích dẫn nhằm thay thế cho IF.

## Các chỉ số có liên quan mật thiết đến IF
Một số chỉ số được tính và ban hành bởi cùng một tổ chức tính IF là:
- Cited half-life (nửa đời được trích dẫn): tuổi trung bình của các bài báo được trích dẫn trong Journal Citation Reports hàng năm. Ví dụ, nửa đời (half-life) của một journal vào năm 2005 là 5 có nghĩa là: tính đến năm 2005, số trích dẫn từ năm 2001-2005 chiếm một nửa tổng số trích dẫn từ journal đó, nửa còn lại là trích dẫn trước năm 2001[51]
- Aggregate impact factor dành cho một chủng loại chủ đề (subject category): khi tính có tính đến số trích dẫn đến tất cả các journal có chủng loại chủ đề đó và số bài báo từ tất cả journal có chủng loại chủ đề đó
- Immediacy index: bằng số trích dẫn của các bài báo trong một journal vào một năm cụ thể cho trước chia cho số bài báo đã được đăng.
- CiteScore: chỉ số dành cho các serial title (đề mục hàng loạt) ở trong Scopus, được khởi xướng vào tháng 12 năm 2016 bởi Elsevier.[52][53]

Có một số nuance (sắc thái) đối với IF: ví dụ, ISI loại bỏ một số loại bài báo nào đó (như các bài báo tin tức, thư tín (correspondence), và errata (bản kê chữ in sai)) ra khỏi phần mẫu số biểu thức tính IF.

## Các cách đo tác động khác
Các tổ chức khác cung cấp các chỉ số đo bổ sung ở mức độ journal (journal-level metric). Các chỉ số đo này không chỉ áp dụng cho journal, mà còn cho từng nhà khoa học riêng biệt, không như chỉ số đo ở mức độ tác giả (author-level metric) như H-index (chỉ số H).
Chỉ số đo ở mức độ bài báo (article-level metric) đo tác động ở mức độ bài báo thay vì mức độ journal.
Các chỉ số đo thay thế khác (alternative metric, hay "altmetric") có thể bao gồm số lượt xem bài báo, số lượt download, hay được nhắc đến trong media xã hội.

## Giả mạo
Các chỉ số IF giả mạo được tạo ra bởi các công ty không liên kết với Journal Citation Reports. Các chỉ số này thường được các nhà xuất bản lừa đảo (predatory publishers) sử dụng; Jeffrey Beall bảo trì một danh sách các thước đo sai trái như vậy.
Một ấn phẩm được Journal Citation Reports liệt kê vào danh mục là điều kiện cần (nhưng không đủ) để ấn phẩm đó có được IF..